# Карловка (Ленінградська область)
Ка́рловка (рос. Карловка) — село в Кіровському районі Ленінградської області, Росія.